# Heinrich Marx
Heinrich Marx (Saarlouis, 15 de abril de 1777 — Tréveris, 10 de maio de 1838) foi um advogado, pai do filósofo socialista Karl Marx.

## Biografia
Heinrich Marx nasceu sob o nome de Herschel Mordechai, era filho de Marx Levy Mordechai (1743-1804) e Eva Lwow (1753-1823). O pai de Heinrich Marx era rabino de Tréveris, função que seu irmão mais velho viria a assumir.
Heinrich Marx formou-se como advogado em 1814, mas após a derrota de Napoleão em Waterloo (1815), a Renânia passou a ser controlada pelo conservador Reino da Prússia, a partir de uma destacada administração francesa. A Prússia era um estado cristão que se afirmava sobre o direito divino dos reis, e as igrejas cristãs eram como responsáveis pela sua liderança política. Um decreto de 1812, imposto pela Prússia, afirmou que os judeus não poderiam ocupar cargos jurídicos ou do serviço público, e a execução da lei trouxe problemas para Heinrich Marx.
Os colegas de Marx, incluindo o Presidente do Supremo Tribunal Provincial, o defendeu e procurou uma exceção para ele. Porém, o ministro prussiano da justiça rejeitou seu apelo. Em 1817 ou 1818, Marx converteu-se ao cristianismo luterano. Sua esposa e crianças foram batizadas em 1825 e 1824, respectivamente.
Isaiah Berlin escreveu que Heinrich Marx acreditava
| “ | que o homem é por natureza bom e racional, e que tudo o que é necessário para garantir o triunfo dessas qualidades é a remoção de obstáculo artificiais pelo caminho. Eles vão desaparecendo, desaparecendo depressa, e o tempo rapidamente se aproxima quando as últimas cidadelas da reação, a Igreja Católica e a nobreza feudal, se derreterão diante da marcha irresistível da razão... Nascido judeu, um cidadão de status social e legal inferior, ele alcançou a igualdade com os seus vizinhos mais ilustres, ganhou respeito como ser humano, e viveu como o que lhe parecia o modo mais racional e digno de vida. | ” |

Heinrich Marx tornou-se um patriota prussiano apaixonado e um monarquista que educou sua família como luteranos liberais.

## Relacionamento comKarl Marx
Heinrich educou seu filho em casa até os 12 anos de idade. Depois de terminar o liceu em Tréveris, Karl se matriculou na Universidade de Bonn em 1835, quando tinha 17 anos; pretendia estudar filosofia e literatura, mas seu pai insistiu que direito era um curso mais prático para ele. Em Bonn, Karl juntou-se à sociedade da bebida Clube da Taverna de Tréveris (Landsmannschaft der Treveraner) e numa ocasião serviu como seu presidente. Por causa das notas baixas, seu pai o obrigou a transferir-se para a academicamente mais séria Universidade de Berlim, onde Karl deixou os estudos jurídicos e passou a se dedicar mais aos estudos de filosofia e história.